# Max Sievert
Maximilian "Max" Friedrich Sievert, född 24 augusti 1849 i Zittau i Sachsen, död 2 juni 1913 i Tyska Sankta Gertruds församling i Stockholm, var en tysk-svensk företagsledare, som bland annat grundade AB Sieverts Kabelverk i Sundbyberg.

## Biografi
Max Sievert drev i Tyskland agenturverksamhet inom maskinbranschen och sålde bland annat på Sverige. Han flyttade så småningom till Sverige och grundade 1882 en importfirma i Stockholm, Max Sieverts Maskinaffär och blev år 1884 svensk medborgare. Till en början importerade firman verktyg och maskiner från Tyskland, men senare fick Sievert kontakt med Carl Richard Nyberg, och blev då ensamförsäljare av exporten av dennes blåslampor och fotogenkök. Firman ombildades 1906 till aktiebolag med Max Sievert som VD. 1922 övertog bolaget C. R. Nybergs verkstads AB. I Sundbyberg grundade han 1888 två företag: Alpha mekaniska verkstad, som i början tillverkade hästskosöm och sedan maskiner, kondensatorer och detaljer i bakelit, samt Sieverts Kabelverk för elektriska ledningar.
Två av hans bröder, Georg Sievert (född 1861) och Ernst Sievert, arbetade också i kabelföretaget. Max Sievert var far till radiofysikern Rolf Sievert.
Max Sievert var under många år också affärskompanjon med C. R. Nyberg, blåslampans uppfinnare.